# UL 1577
UL 1577 és una normativa dels EUA creada per l'organització UL en l'àmbit de la seguretat elèctrica i més concretament en la secció dels requeriments a aplicar als aïlladors o acobladors optoelèctrics. Normes similars dintre la UE hi ha la IEC 60747-5 i VDE 0884-10.

## Contingut

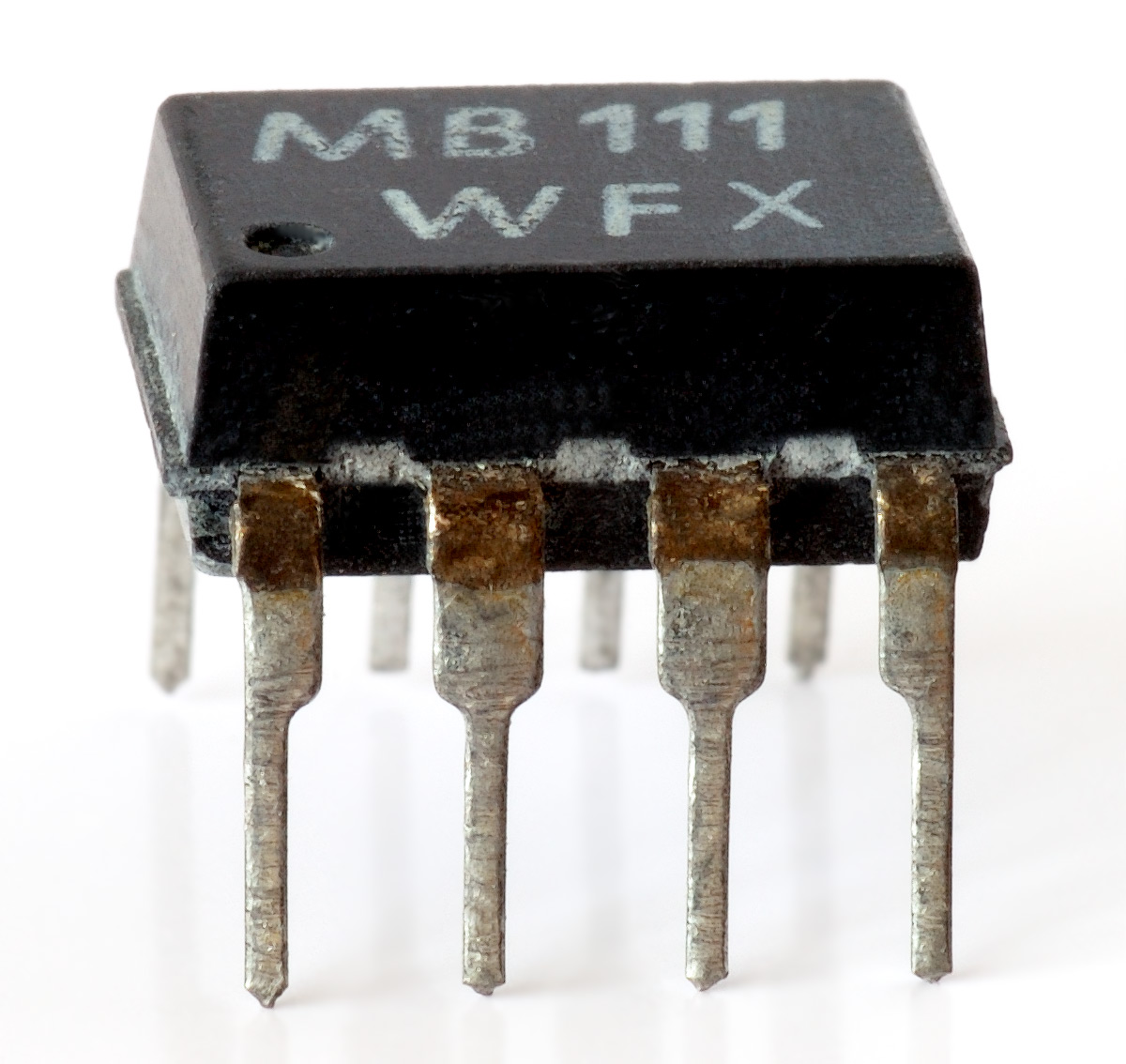
Fig.1 Exemple de dispositiu opto-acoblador

- Fig.1 Exemple de dispositiu opto-acobladorAquesta norma apliquen a aïlladors òptics, també anomenats opto-acobladors que tenen la funcionalitat de proveir una transferència unidireccional de senyal amb aïllament elèctric. Les tensions al circuits implicats no han de ser superiors a 100V ac o dc.
- Els requeriments cobreixen propietats d'aïllament entre els circuits a separar elèctricament.

Fig.2 Símbol d'un opto-acoblador

- Fig.2 Símbol d'un opto-acobladorValors a aplicar :

| Tipus de dispositiu | Tensió d'assaig Vrms | Condicions     |
| ------------------- | -------------------- | -------------- |
| estàndard           | 2500V                | durant 1 minut |
| alt aïllament       | 6000V                | durant 1 minut |